# El Al
El Al (hebrejsky: אל על, doslova „k obloze“) je izraelský národní letecký dopravce. Provozuje pravidelnou mezinárodní osobní a nákladní leteckou přepravu mezi svým domovským Ben Gurionovým mezinárodním letištěm poblíž Tel Avivu a destinacemi v Africe, Asii, Evropě a Severní Americe, stejně jako vnitrostátní leteckou přepravu na Ramonovo mezinárodní letiště u Ejlatu. K srpnu 2017 tato společnost létala do 56 destinací a ve flotile měla 42 letadel.

## Historie

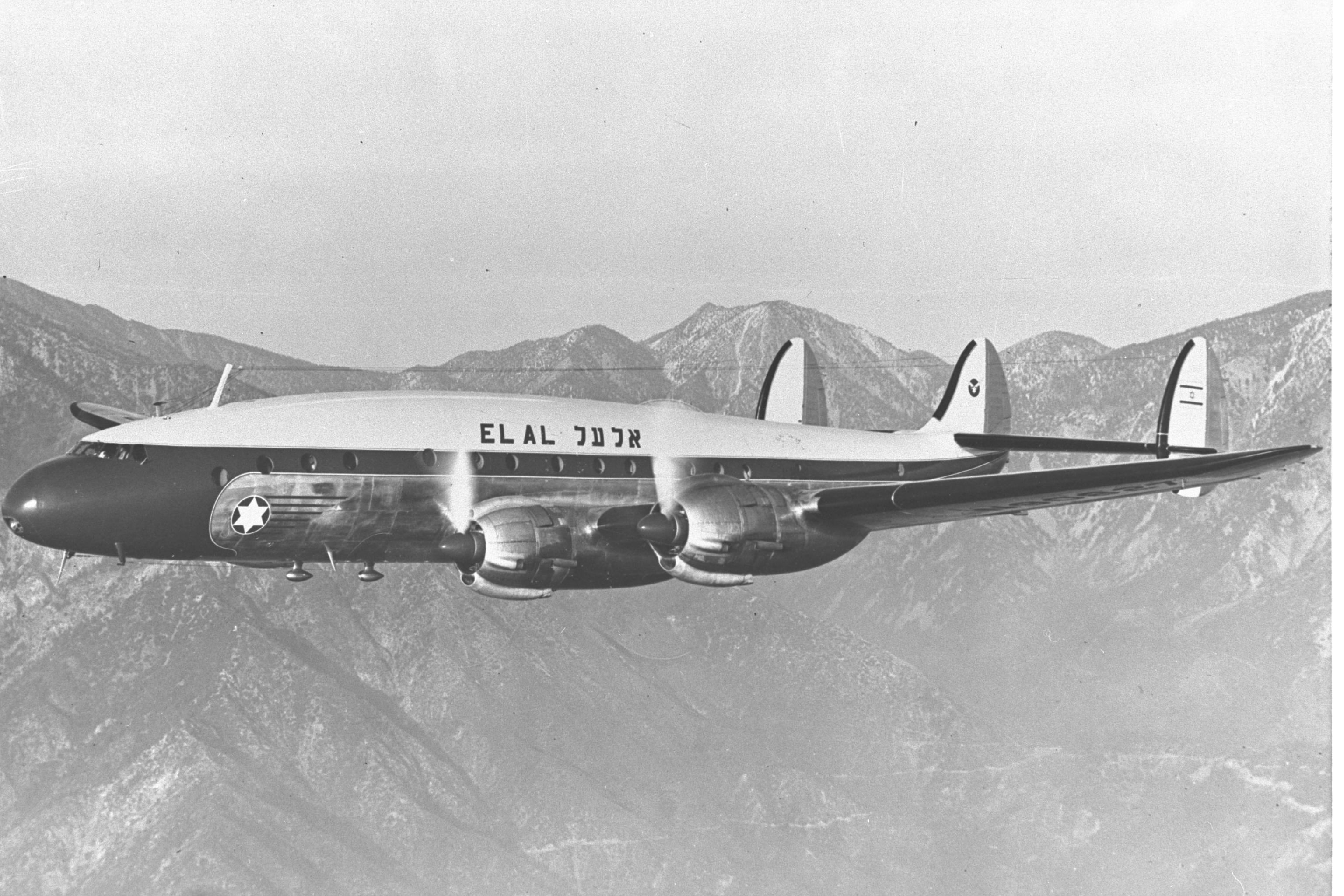
Lockheed Constellation společnosti El Al v roce 1951

Inaugurační let z Ženevy do Tel Avivu proběhl 28. září 1948 letounem Douglas C-54 Skymaster (4X-ACA) pro prezidenta Izraele Chaima Weizmanna. Na počátku roku 1949 byla flotila rozšířena o další dva letouny Douglas DC-4 (4X-ACC, 4X-ACD). V červenci 1949 byla otevřena první pravidelná linka Tel Aviv-Paříž, do konce roku byla pravidelně spojena města Řím, Curych a Londýn. V roce 1950 byl zahájen provoz nákladních letadel Curtiss C-46 Commando (4X-ACE, 4X-ACF) a zakoupeny další tři DC-4 (4X-ADB, -ADC, -ADN). Dne 18. června 1950 byla zahájena pravidelná linka z Tel Avivu přes Řím, Paříž, Shannon a Gender do New Yorku. Ve stejném roce byly zahájeny lety do Istanbulu, Vídně, Athén a Johannesburgu. Tato síť linek zůstala nezměněna do roku 1956. V roce 1951 byl do provozu uveden letoun Douglas DC-3 (4X-ATA), který byl používán na linky do Nikosie a Istanbulu. Místo zastarávajících DC-4 byla zakoupena nová letadla typu Lockheed Constellation (4X-AKA, -AKB, -AKC). První byl zařazen do provozu v prosinci 1950, čtvrtý stroj 4X-AKD byl pořízen v roce 1954. V roce 1956 byly zahájeny spoje do Bruselu a Amsterodamu. Za sestřelený Lockheed 49 Constellation v červenci 1957 byl pořízen náhradní 4X-AKE. Stárnoucí Constellationy byly hlavními důvody nákupu nových letounů typu Bristol Britannia v roce 1957 (4X-AGA, -AGB, -AGC). Technické parametry těchto letounů umožnily otevření nonstop letů z Londýna do New Yorku. V dalších letech byl počet strojů Britannia zvýšen na pět (4X-AGD, -AGE). V roce 1958 došlo k otevření linek do Kolína nad Rýnem a Mnichova a o rok později do Teheránu. Provoz této linky byl zastaven až v roce 1979.

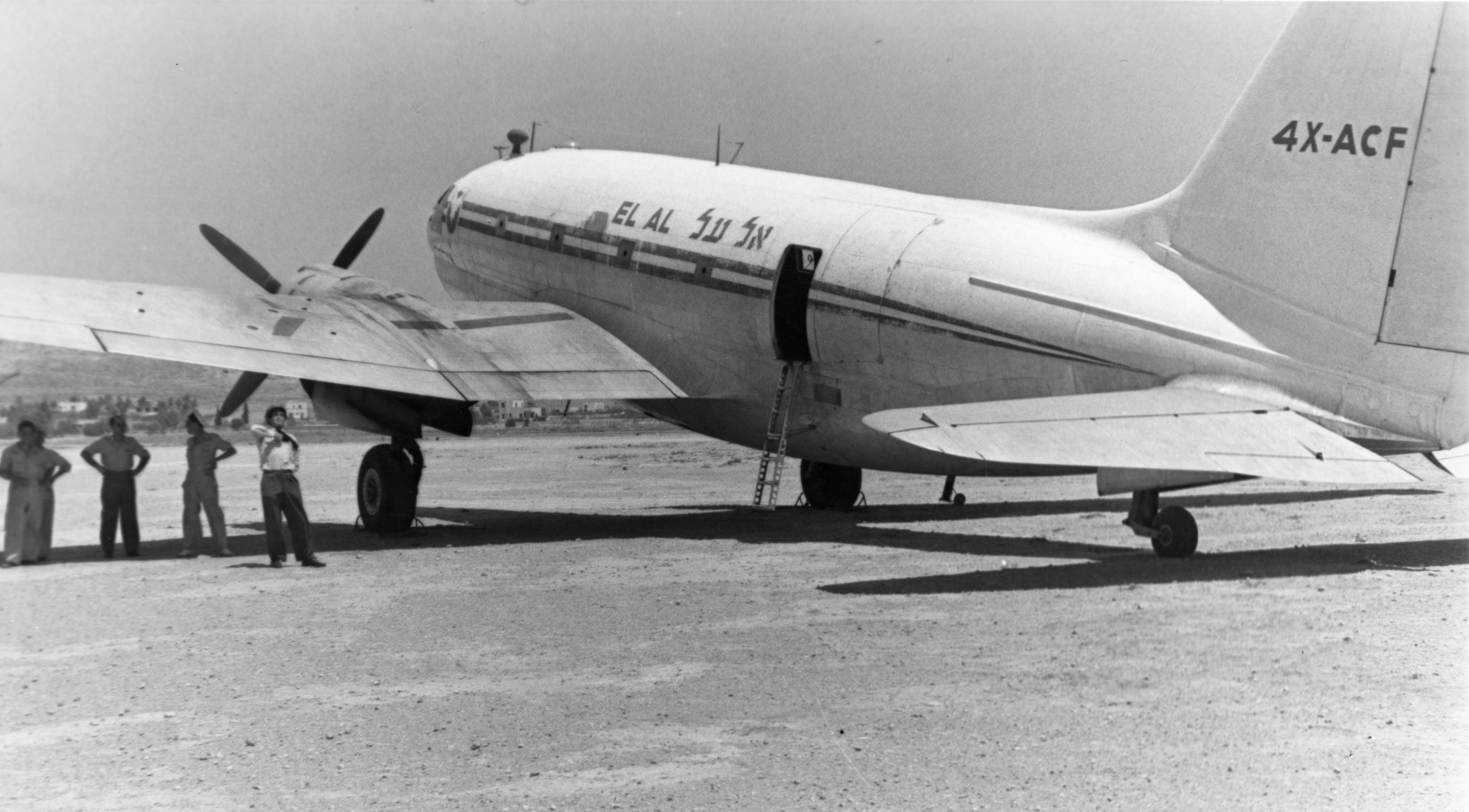
Curtiss C-46 Commando, 1952 (4X-ACF)

První proudový letoun společnosti byl pořízen v roce 1961 (Boeing 707, 4X-ATA), což umožnilo nonstop lety z Tel Avivu do New Yorku. Během 28 let služby Boeingu 707 u El Al se v barvách dopravce vystřídalo celkem 18 letounů tohoto typu a čtyři stroje menších Boeing 720. V roce 1963 byla otevřena linka do Frankfurtu, 1964 do Kodaně a 1968 do Ženevy, Nice a Bukurešti. V 70. létech byly zahájeny lety do Montrealu a Marseille. V roce 1971 byl do flotily zařazen první dvoupatrový Boeing 747-200 (4X-AXA). Šest dní po jeho dodání, 8. června, byl zařazen na pravidelnou nonstop linku do New Yorku. V roce 1977 byl zahájen provoz do Lisabonu a o dva roky později do Miami. Díky podpisu mírové smlouvy s Egyptem v Camp Davidu byla v roce 1980 otevřena linka do Káhiry. V roce 1981 byla letecká síť rozšířena do Bostonu, 1983 do Chicaga a Los Angeles, v roce 1985 byl spojen Manchester a v roce 1986 Toronto. V 80. letech byly rovněž zakoupeny dopravní letouny Boeing 737 (4X-ABN, -ABO), Boeing 767-200 (4X-EAA, -EAB), Boeing 767-200ER (4X-EAC, -EAD) a Boeing 757 (4X-EBL, -EBM, -EBR, -EBS, -EBT, -EBU, -EBV). V roce 1989 byly zahájeny linky do Budapešti, Varšavy a Stockholmu. Dne 25. června 1991 byla zahájena pravidelná linka LY521 do Prahy letounem typu Boeing 757 (4X-EBR). K dalšímu rozšíření provozu do východní Evropy došlo v letech 1992 (Moskva, Petrohrad) a 1993 (Sofie). Helsinki a Lipsko byly do letecké sítě El Al zařazeny v roce 1994.

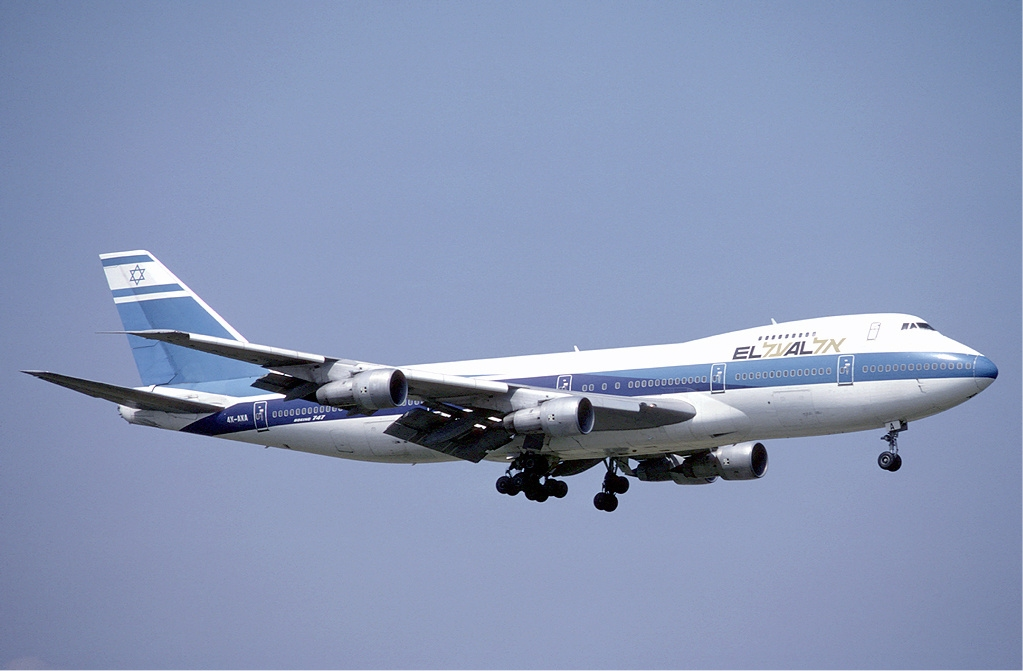
Typ Boeing 747-200 v roce 1983, z flotily El Al byl vyřazen v roce 2001

Jako národní dopravce hrál El Al významnou roli v izraelských humanitárních záchranných pracích, kdy byli leteckým mostem přepravováni Židé z Etiopie, Jemenu a dalších zemí, kde byly jejich životy v ohrožení. El Al je držitelem světového rekordu pro nejvíce přepravených cestujících během komerčního letu, kterého dosáhl během operace Šalamoun, kdy transportoval židovské uprchlíky z Etiopie. Při této operaci bylo převezeno Boeingem 747 této společnosti 1 122 cestujících, což je světový rekord v přepravě jedním letadlem.
V říjnu 1992 byla otevřena první pravidelná linka na Dálný východ do Pekingu. V roce 1993 následovaly Bombaj a Bangkok, v roce 1994 Hongkong a Dillí se Soulem v roce 1995. V létě roku 1994 přistály na letišti Ben Gurion první dva Boeingy 747-400 (4X-ELA, -ELB) a třetí letoun tohoto typu rozšířil stav společnosti v červnu téhož roku.
První Boeing 777 byl do flotily El Al zařazen v březnu 2000. Od roku 2003 probíhala dlouho odkládaná privatizace. V roce 2013 El Al představil novou dceřinou společnost, nízkonákladovou společnost UP. Ta začala se svými pěti Boeingy 737 létat do pěti destinací v Evropě.
El Al některá svá letadla vybavuje od roku 2015 protiraketovým systémem C-MUSIC od firmy Elbit System.

## Destinace

### Codeshare
El Al má také několik codeshare dopravců, nepatří do žádné z aliancí leteckých společností.
| - Aeroméxico - Air China - Air Serbia - American Airlines - Ethiopian Airlines | - Iberia - jetBlue - S7 Airlines - Swiss International Air Lines - Thai Airways |

### Praha
Linka El Al na pražské letiště Ruzyně byla zahájena 25. června 1991. Měla číslo LY521 a obsluhoval ji Boeing 757-200 imatrikulace 4X-EBR. Později linku pravidelně obsluhovaly Boeingy 737-800, střídané většími Boeingy 777 či 767. Od roku 2014 na této lince létala její nízkonákladová značka UP, kterou od 15. října 2018 nahradila El Al. Letadla Boeing 737-800 do Prahy létají 8x týdně.

## Letecké nehody a incidenty
El Al je všeobecně uznáván jako nejbezpečnější ze světových leteckých společností, jelikož mnohokrát díky svým bezpečnostním protokolům zabránil pokusům o únos letadla a teroristickým útokům.
- 24. listopadu 1951 havaroval nákladní DC-4 letící z Tel Avivu do Amsterdamu při přistání na letišti v Curychu. Zahynulo všech šest členů posádky.[7]

- 27. července 1955 byl sestřelen Lockheed Constellation (4X-AKC) na letu El Al 402 dvěma MiGy bulharského letectva nad Blagoevgradem nedaleko Sofie poté, co za bouřlivého počasí vletěl do vzdušného prostoru Bulharska. Všech 58 cestujících a členů posádky zahynulo.[8][9][10]

- 23. července 1968 byl krátce po mezipřistání v Římě unesen Boeing 707-358C na cestě z Londýna do Tel Avivu třemi členy Lidové fronty pro osvobození Palestiny a odletěl do Alžírska (let El Al 426). Po čtyřiceti dnech únos skončil a je považován za jediný úspěšný únos letadla společnosti El Al.

- V únoru 1969 byl napaden Boeing 707 na letišti v Curychu. Izraelský pilot byl zabit a dalších osm lidí zraněno. V následující přestřelce s ostrahou letiště byl jeden útočník zabit a ostatní byli přemoženi a uvězněni. Útočníci byli později souzeni ve Winterthuru, ale o rok později byli po únosu letadla Swissairu propuštěni.[11]

- 6. září 1970 při letu El Al 219 z Tel Avivu do New Yorku s mezipřistáním v Amsterdamu se Leila Khaled a Patrick Argüello pokusili unést letadlo po startu z Amsterdamu. Únos byl součástí únosů letadel na základnu Dawson's Field. Jedna osoba byla zraněna.

- 13. ledna 1975 se několik mužů včetně Carlose pokusilo unést a zničit letadlo El Al. Pokus bezúspěšně opakovali 17. ledna.

- 27. prosince 1985 po několika neúspěšných pokusech zaútočit na letadlo El Al teroristé Fatahu zabili 18 lidí u přepážek El Al na letištích v Římě a ve Vídni.[12]

- Další teroristický útok známý jako Hindáwího případ byl spáchán 18. března 1986. Anne-Marie Murphy, těhotná občanka Irska, se chystala nastoupit do letadla El Al v Londýně Heathrow, když byly v jejím zavazadle nalezeny tři libry plastické trhaviny. Trhavinu nastražil její snoubenec Nezar Hindawí, který si rezervoval letenku na jiný let. Hindáwí byl odsouzen k trestu odnětí svobody na 45 let, nejdelšímu trestu, který kdy vynesl Britský soud.

- 4. října 1992 nákladní Boeing 747-200F se při letu El Al 1862 zřítil na dvě výškové budovy (Kruitberg and Groeneveen) v Bijlmermeeru nedaleko Amsterdamu. Při neštěstí se utrhl pravý vnitřní motor a narazil do pravého vnějšího motoru, který se rovněž utrhl. Zahynuli tři členové posádky a 39 lidí na zemi.[13]
- 4. července 2002, postřelil Hesham Mohamed Hadayet šest Izraelců u přepážky El Al na letišti v Los Angeles. Poté byl zastřelen bezpečnostní službou El Al.[14] Dva z postřelených zemřeli později. Egypťan Hadayet nepatřil k žádné teroristické skupině, ale neskrýval antižidovské postoje a nesouhlasil s americkou politikou na Středním Východě.[15] Americká FBI vyhodnotila střelbu jako teroristický akt, jeden z mála, který se odehrál na území Spojených států po 11. září 2001.
- 17. listopadu 2002 se třiadvacetiletý izraelský Arab Tawfiq Fukra pokusil unést letadlo El Al za letu z Tel Avivu do Istanbulu. Byl ozbrojen kapesním nožem a pokusil se vniknout do pilotní kabiny, aby přinutil pilota letět zpět do Izraele a narazit do budovy. Na palubě letadla byl přemožen bezpečnostním personálem.[16]

## Odkazy

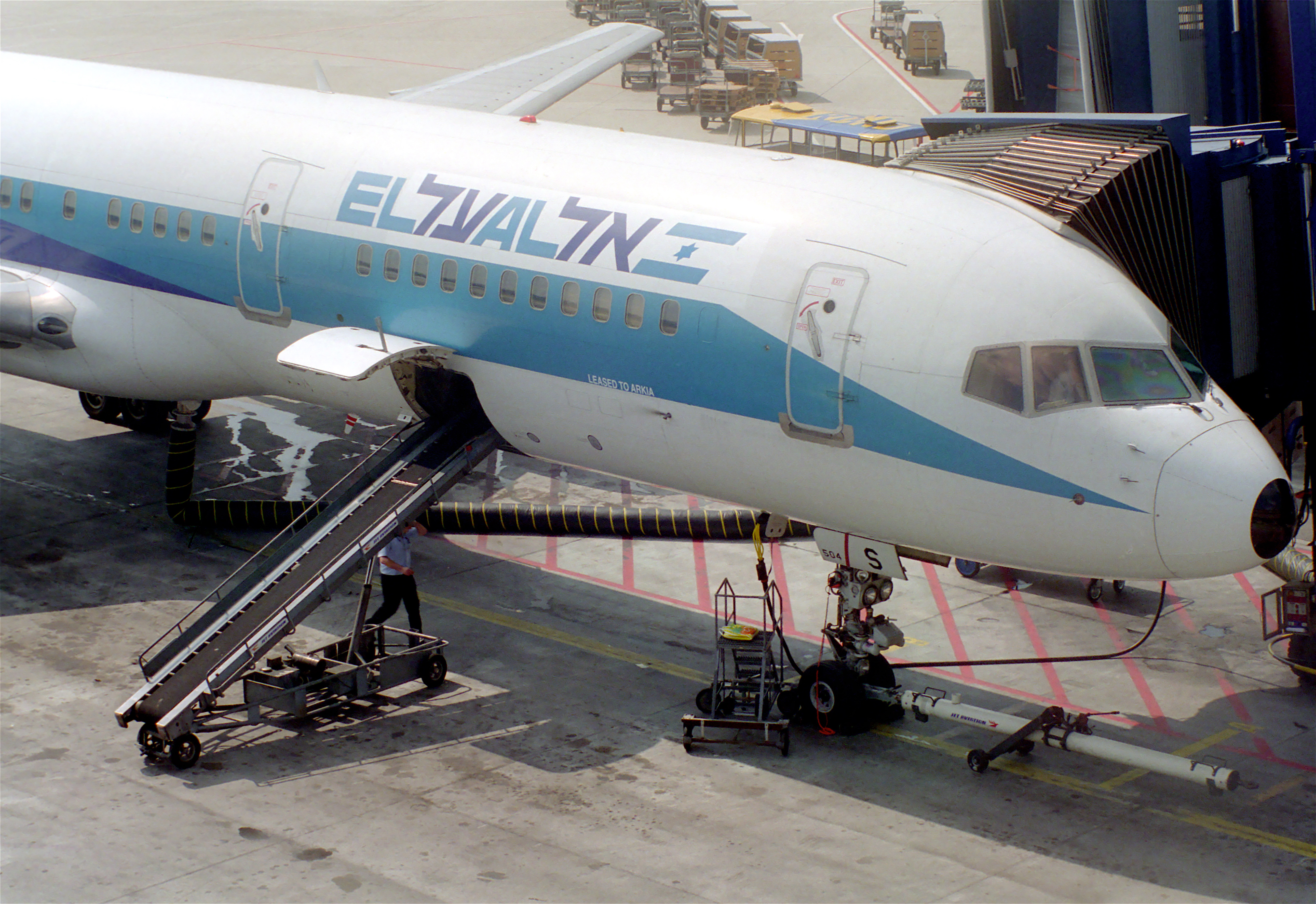
Boeing 757-258 (4X-EBS), El Al